# Ceratozamia oliversacksii
Ceratozamia oliversacksii — вид саговникоподібних з родини замієвих (Zamiaceae). Місцем проживання цього виду є Мексика (Оахака).
Новий вид описаний із західного штату Оахака, Мексика, а раніше включався в концепцію C. robusta. Цей вид зустрічається в широкому ареалі хмарних лісів на заході Оахаки.